# Nomada pesenkoi
Nomada pesenkoi is een vliesvleugelig insect uit de familie bijen en hommels (Apidae). De wetenschappelijke naam van de soort is voor het eerst geldig gepubliceerd in 1987 door Schwarz.